# Нефёдов, Иван Иванович
Иван Иванович Нефёдов (1909 — ?) — украинский советский железнодорожник, новатор производства, путевой мастер 3-й Харьковской дистанции пути Южной железной дороги Харьковской области. Депутат Верховного Совета УССР 4-го созыва. Лауреат Сталинской премии третьей степени (1952).

## Биография
Родился в 1909 году. С 1928 года работал на железнодорожном транспорте. В 1940—1960-е годах — путевой мастер 3-й Харьковской дистанции пути (станция Новая Бавария) Южной железной дороги Харьковской области. Член ВКП(б) с 1949 года.
В 1943 году после освобождения Харькова возглавил бригаду путевых рабочих и смог добиться отличного состояния пути. Нефёдов разработал метод кольцевого графика ремонта железнодорожных путей. Впервые организовал ремонтные работы по принципу предупреждения расстройств дистанции пути. Перестроил организацию труда в своей бригаде, впервые применив уплотнённый график со середнепрогрессивными нормами выработки. Этот опыт в дальнейшем распространился на другие железные дороги СССР.

## Награды
- Сталинская премия третьей степени (1952) — за разработку и осуществление передовых методов ведения текущего содержания пути
- орден Ленина
- орден Трудового Красного Знамени
- медали
- Почётная грамота Президиума Верховного Совета Украинской ССР (18.7.1969)
- Почётный железнодорожник
- «Лучший дорожный мастер железных дорог СССР»